# Лентінг
Лентінг (нім. Lenting) — громада в Німеччині, розташована в землі Баварія. Підпорядковується адміністративному округу Верхня Баварія. Входить до складу району Айхштет.
Площа — 8,47 км2. Населення становить 4989 ос. (станом на 31 грудня 2020).